# 嘉祥公主
嘉祥公主，明朝公主，明英宗之女。
生母是劉妃。父亲明英宗有三位刘姓妃，劉敬妃无子女。她的生母当是劉麗妃、劉恭妃中的一人。成化十三年，公主下嫁黃鏞。成化十九年，公主去世。